# Danila Konev
Danila Sergeyevich Konev (tiếng Nga: Данила Сергеевич Конев; sinh ngày 8 tháng 6 năm 1995) là một cầu thủ bóng đá người Nga. Anh thi đấu cho FC Znamya Truda Orekhovo-Zuyevo.

## Sự nghiệp câu lạc bộ
Anh có màn ra mắt tại Giải bóng đá chuyên nghiệp quốc gia Nga cho FC Znamya Truda Orekhovo-Zuyevo vào ngày 20 tháng 7 năm 2016 trong trận đấu với F.K. Dynamo Sankt Peterburg.